# Chlothar II.
Chlothar II. také Chlotar, Clothar, Clotaire či Chlotochar nazývaný Veliký nebo Mladý (584? – 18. října 629 Paříž) byl králem Neustrie v letech 584 až 613, od roku 613 pak král celé franské říše. Byl synem krále Chilpericha I. a jeho třetí manželky Fredegundy.

## Životopis
Na trůn byl dosazen již jako čtyřměsíční kojenec pod regentstvím své matky Fredegundy, která v neklidném období získala ochranu synova strýce Guntrama, který zemřel v roce 592. Fredegunda vedla do své smrti v roce 597 spor s Brunhildou s Austrasie. Po její smrti převzal moc třináctiletý Chlothar a ve sporu s královnou Brunhildou pokračoval. Spor vyústil v bitvu v niž Chlothar zvítězil a Brunhildu nechal brutálním způsobem popravit. Vítězná bitva a poprava Brunhildy v roce 613 mu umožnila sjednotit Franskou říši pod jeho vládou. Stejně jako jeho otec vybudoval svou říši tím, že se zmocnil území po smrti ostatních králů. V roce 623 byl přinucen postoupit vládu nad Austrasií svému synovi Dagobertovi I.
Jeho vláda byla podle současných měřítek dlouhá, během niž na pozadí sporů mezi Merovejci pokračoval úpadek královské moci vůči francouzské šlechtě i církvi. Na Pařížském ediktu v roce 614 potvrdil základní majetkové výsady šlechty tzv. Edictum Chlotharii, které znamenalo respektování pozemkového majetku, hrabata musela pocházet z místní šlechty. Částečného uznání svých nároků dosáhla i církev, a to volbou biskupů vedle králova jmenování. V roce 617 učinil z majordoma královského paláce doživotní funkci, což byl další krok zvýšující moc tohoto úřadu, kdy se z funkce majordoma domácnosti v průběhu 7. století stala funkce vládce za trůnem, což nakonec vedlo v roce 751 k sesazení dynastie Merovejců z trůnu.
Neobvykle pro merovejského panovníka je to, že praktikoval monogamii, i když předčasné úmrtí jeho žen znamenalo, že měl dohromady tři manželky. Byl spojencem církve, snad inspirovaný příkladem svého strýce Guntrama. S výjimkou popravy Brunhildy jeho vládě chybějí skandální zločiny, v podobě vražd spáchaných ve manželském vztahu či v boji o moc.
Ve čtyřicátém roce panování Chlothara II., v roce 624 přišel na území Slovanů franský kupec Sámo a stal se prvním známým vládcem západních Slovanů na území Čech.